# امر غریب

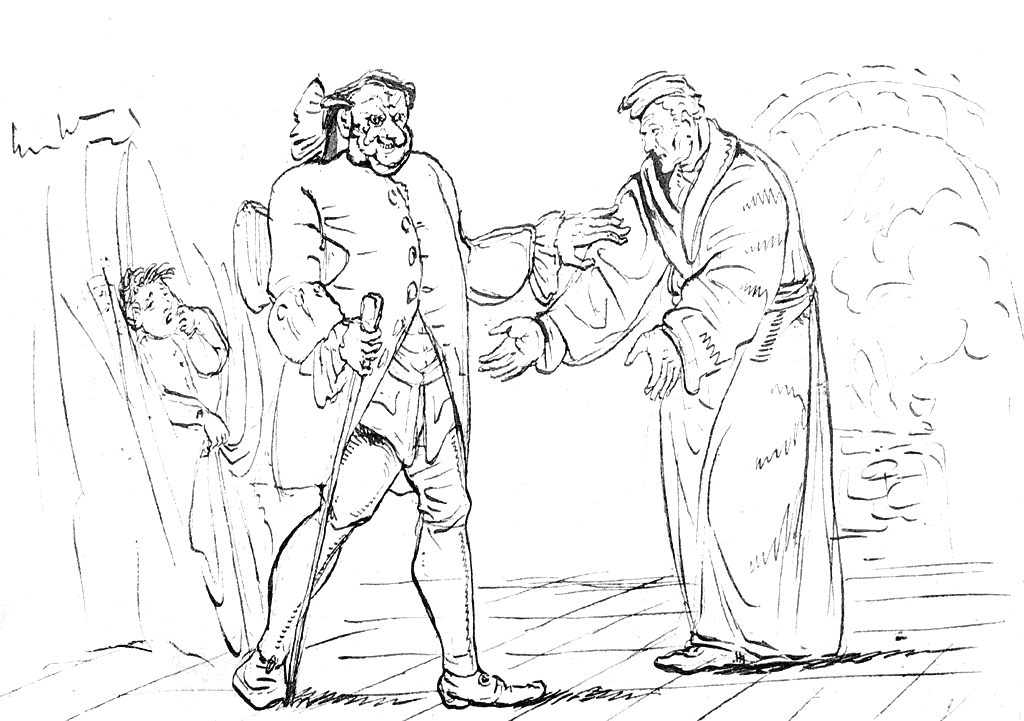
طراحی توسط ای.تی.ا. هافمن برای داستان خود "The Sandman"

امر غریب یکی از مفاهیم ویژه روانکاوی فرویدی و بیانگر حالتی می‌باشد که در آن دو وجه متناقض آشنا و غریب، همزمان بروز می‌یابند. فروید، امر غریب را بیانگر ظهور امیال دفع شده در عالم خارج می‌داند.
امر غریب واجد تظاهرات متعددی از قبیل ترس از تاریکی، هراس از تنهایی، جن و پری و روح و شبح می‌باشد؛ در این حالت یعنی هنگامی که من در نهایت قرابت با خویشتن به سر می‌برد، به ناگهان خود را در هیئت موجودی کاملاً بیگانه می‌بیند.
ظاهراً امر غریب اولین بار در مکتوبات قرن هجدهم در قالب مفهومی مستقل پدیدار شد، و در واقع زمانی مورد توجه قرار گرفت که گفتمان‌های مسلط می‌کوشیدند ذهن آدمی را از هر باور خرافی و هر جنبه‌ی تاریک و ناشناخته‌ای پاک کنند. این اتفاق برای‌ مثال زمانی روی داد که بر خلاف تصورات مردمان قرون وسطی درباره‌ی بسیاری از بیماری‌های ذهنی و جنون و مشکلاتی همچون صرع که اغلب به نیروی شیاطین و خدایان نسبت داده می‌شد، عقلانیت سفت و سخت روشنگری در پی آن بود که هر تصور خرافی و غیرمنطقی‌ای درباره‌ی آن‌ها را کنار بگذارد. 
امر غریب در ادبیات گوتیک و فی المثل در آثار ویلیام بکفورد چیزی را توصیف می‌کند که امکان طبقه‌بندی‌اش وجود ندارد و از این رو موجب عذاب و تشویش خاطر می‌شود. رویدادهای وحشتناک، ترس برآمده از تقدیری شوم و نفرین‌ شده، فضاهای رازآلود و مخوفی که با شمع روشن شده‌اند، معجون‌های شیطانی و قلعه‌های متروک و یخ‌زده، وجودِ طلسم و طالع نحس و پندارِ فرزند شیطان همه از عناصری‌اند که حسی غریب و ناجور را در مخاطب ایجاد می‌کنند و در این آثار به‌ وفور یافت می‌شوند. حتی در سطح معماری، بسیاری از کلیساهای رعب‌آور گوتیک با آن فضاهای تاریک و شمایل و تندیس‌های خون‌چکان که یادآور زخم‌های استیگماتا، تاج خار و میخ‌های صلیب‌اند، هر بیننده‌ی تازه‌واردی را در ظلمت وهمناک و غریب خودشان فرو می‌بلعند.
اولین متنی که مشخصاً درباره‌ی امر غریب از منظری روان‌شناختی نگاشته شده مقاله‌ی ارنست ینتش با‌ عنوان «درباب روان‌شناسی امر غریب» (1906) است، که به ویژه از آن رو اهمیت دارد که فروید آن را نقطه‌ی‌ شروع بحث خود قرار می‌دهد و به‌‌‌ رغم نقدهایش بر آن گویی به ایده‌ی محوری‌اش معتقد می‌ماند. 
اما مقاله‌ی «امر غریب» فروید مهم‌ترین متنی است که از منظری روان‌کاوانه در این باره نگاشته شده، و هم نقطه‌ی عطفی در کلیت آثار او به حساب می‌آید و زمینه‌ی آثار مهمی همچون فراسوی اصل لذت (1920) را هموار می‌کند و هم به‌ تعبیر فروید به ماهیت و سازوکار خودِ روان‌کاوی پیوند می‌خورد، زیرا روان‌کاوی نیز از جنبه‌های تاریک و نیروهای پنهان ذهن آدمی پرده برمی‌دارد و چه بسا به همین دلیل برای بسیاری غریب و رازگون می‌شود. 
امر غریب تجربه‌ی رازگونی است که نه یکسره با ترس و وحشت انطباق دارد و نه به آشناپنداری تقلیل می‌یابد؛ حس و حال غریب و ناجوری است که سوژه ابزار ادراکی بسنده‌ای برای طبقه‌بندی آن در اختیار ندارد و از این رو چنان پسماندی فهم‌ناشدنی از ساختار خودآگاهی بیرون می‌ماند. به رغم آن‌که ادبیات رمانتیک در اشاره به این تجربه پیشگام بوده است، فروید اما مهم‌ترین متفکری است که در جستار «امر غریب» در بافتی روان‌کاوانه پرتویی بر ماهیت تاریک آن می‌تاباند. او نشان می‌دهد که تجربه‌ی غرابت رازگون بیش از هر چیز دال بر خانه‌ی آشنای آغازینی است که تنها به واسطه‌ی فرآیند سرکوب بیگانه شده است.